# بخش کوپلی (سامیت کانتی، اوهایو)
بخش کوپلی (به انگلیسی: Copley Township) یک منطقهٔ مسکونی در ایالات متحده آمریکا است که در شهرستان سامیت، اوهایو واقع شده‌است.
 بخش کوپلی ۵۳٫۸ کیلومتر مربع مساحت و ۱۷٬۳۶۰ نفر جمعیت دارد و ۳۰۶ متر بالاتر از سطح دریا واقع شده‌است.